# Deutsche Seeverbände 1945–1956
Unter dem Begriff Deutsche Seeverbände werden militärartige Verbände und Einrichtungen verstanden, die im besetzten Deutschland nach 1945 und in der frühen Bundesrepublik bis zum Aufbau der Bundeswehr 1956 unter Regie der West-Alliierten marinetypische Aufgaben wahrnahmen.

## Aufgaben
Nach dem Inkrafttreten der Kapitulation der deutschen Wehrmacht und damit der Kriegsmarine kamen auf die Alliierten eine Anzahl von Sicherungsaufgaben in den deutschen Gewässern zu, für deren Erfüllung sie deutsche Staatsangehörige heranzogen oder anwarben. 
In der Nachkriegszeit nach dem Zweiten Weltkrieg in Deutschland waren als Hauptaufgaben die Entwaffnung der Kriegsmarine und die Räumung von Seeminen zu bewältigen. In einer zweiten Phase ab 1949 konnte ein Teil der zivilen Staatsaufgaben an die neu gegründete Bundesrepublik Deutschland übertragen werden, während militärische Aufgaben bei den Alliierten verblieben. Hierfür unterhielten sie deutsche Hilfsverbände als Teil der alliierten Dienstgruppen. In einer dritten Phase ab etwa 1951 zeichnete sich die Wiederbewaffnung Deutschlands ab, und die Hilfsverbände wurden für deren Vorbereitung genutzt.

## Westliche Besatzungszonen

### Erste Phase
Die im Bereich der westlichen Besatzungszonen gelegenen deutschen Küsten befanden sich weitgehend unter britischer Kontrolle. Nur das Land Bremen, und hier vor allem der Hafen von Bremerhaven gehörten zur amerikanischen Besatzungszone.
Die Briten übernahmen die Koordination der Minenräumung und richteten bereits im Mai 1945 den Deutschen Minenräumdienst ein, der aus fortbestehenden Verbänden der Kriegsmarine bestand und zunächst über 27.000 deutsche Marinesoldaten und etwa 800 Fahrzeuge verfügte. Er erfüllte seinen Räumauftrag bis Ende 1947 und wurde dann aufgelöst. Als Nachfolgeorganisation wurde der Minenräumverband Cuxhaven, ebenfalls unter britischer Aufsicht, aufgestellt, der die Arbeiten bis 1951 fortsetzte.
Zur Entwaffnung der Kriegsmarine hatte die United States Navy unter dem Kommando der United States Naval Forces Germany in Bremerhaven eine Marinedienstgruppe eingerichtet, die die zu übergebenden Kriegsschiffe betreute. Nach Beendigung dieser Arbeit wurde sie stark reduziert und mit Unterstützungsaufgaben für den amerikanischen Marinestützpunkt Bremerhaven betraut.

### Zweite Phase
Nachdem die dringlichsten Nachkriegsaufgaben bewältigt waren, ging es den Alliierten vor allem darum, die Deutschen zu ihrer Unterstützung heranzuziehen, während die Aufgabe der Minenräumung in vermindertem Umfang fortzuführen war. Man begann, Aufgaben an die neue Deutsche Verwaltung zu übertragen. So war der am 1. Januar 1948 aufgestellte Minenräumverband Cuxhaven dem deutschen Seezoll zugeordnet. Bei seiner Auflösung 1951 entstand die britische Marinedienstgruppe, die einen Teil des Personals übernahm. 
Ebenfalls 1951 begann der Aufbau des Bundesgrenzschutzes, der über eine Seegrenzschutzorganisation eigenen Booten und Küsteneinrichtungen verfügte. Auch der Seegrenzschutz übernahm einen Teil des Personals des Cuxhavener Minenräumverbandes, ebenso wie die amerikanische Labor Service Organisation. Diese wurde zur Unterstützung der US-Streitkräfte in Deutschland aufgebaut und verfügte mit den Labor Service Units (B) und (C) über zwei Schiffsverbände mit deutschem Personal. Die Labor Service Unit (B) (LSU (B)) unterstützte den Marinestützpunkt Bremerhaven, während die LSU (C) Teil der Rhine River Patrol war.
Die Alliierten bemühten sich, die deutsche Marineexpertise in der Auseinandersetzung mit der Sowjetunion zu nutzen. Dem dienten vor allem die Studien des aus hochrangigen ehemaligen deutschen Marineoffizieren bestehenden Naval Historical Teams, das im Auftrag des amerikanischen Marine-Nachrichtendiensts Office of Naval Intelligence entsprechende Erfahrungen aus dem Zweiten Weltkrieg zusammentrug.
Mit Beginn des Kalten Krieges begannen Briten und Amerikaner Geheimoperationen in Richtung des sowjetischen Herrschaftsbereichs in der Ostsee, für die sie unter anderem deutsche Kräfte einsetzten. Die Amerikaner bedienten sich dafür dreier zur LSU (B) gehörender Schnellboote. Die Briten stellten einen besonderen, dem Geheimdienst MI6 unterstellten Verband mit der Bezeichnung British Baltic Fishery Protection Service auf, der die Aktivitäten der sowjetischen Marine aufklären und zugleich Agenten an den Küsten des Baltikums absetzen sollte.

### Dritte Phase
Ab 1951 begannen mit den Verhandlungen über die Europäische Verteidigungsgemeinschaft konkrete Schritte zum Aufbau westdeutscher Streitkräfte. Unter dem Eindruck des Koreakrieges unterstützten die USA diese Absicht und nutzten dafür unter anderem die bestehenden Seeverbände. Im Naval Historical Team entstanden unter der Leitung des vormaligen Konteradmirals Gerhard Wagner zwei Denkschriften, die als Konzeption einer künftigen deutschen Marine dienen konnten. Zugleich wurde die LSU (B) genutzt, um Personal für die neuen westdeutschen Seestreitkräfte auszubilden.

### Überführung der Seeverbände in die Bundeswehr
Nach der offiziellen Gründung der Bundeswehr am 12. November 1955 begann ab Januar 1956 der Aufbau der Streitkräfte. Die neu aufzustellende Bundesmarine übernahm die LSU (B) und den Seegrenzschutz nahezu komplett, und beide Institutionen wurden 1956 bis 1957 aufgelöst. 
Die Flussverbände der LSU (C) wurden zwischen 1957 und 1959 an die Bundeswehr übergeben und bildeten den Grundstock der Flusspioniere des Heeres.

## Sowjetische Besatzungszone und DDR
Über die entsprechenden Aktivitäten in den Gewässern der sowjetischen Besatzungszone und der DDR gibt es nur begrenzte Informationen. Das gilt insbesondere für die Minenräumung in der direkten Nachkriegszeit, für die die Sowjetunion anders als im Westen keine deutschen Seeverbände unterhielt.
Die 1946 gegründete Deutsche Grenzpolizei verfügte über eigene Boote zur Sicherung der Seegrenze. 1950 wurde auf sowjetische Weisung die Hauptverwaltung Seepolizei (HVS) aufgestellt, die unter anderem mit der Minenräumung an den Küsten der DDR beauftragt wurde. Ab 1952 begann der Aufbau regulärer Streitkräfte der DDR zunächst unter dem Tarnnamen Kasernierte Volkspolizei (KVP), in die am 1. August 1953 die Hauptverwaltung Seepolizei unter der Bezeichnung Volkspolizei See eingegliedert wurde. Bei der Aufstellung der Nationalen Volksarmee (NVA) wurde am 1. März 1956 die KVP-See mit zu diesem Zeitpunkt bereits knapp 10.000 Mann in die Verwaltung Seestreitkräfte der NVA, wie die neuen Seestreitkräfte der DDR zunächst hießen, überführt.